# Belau National Museum

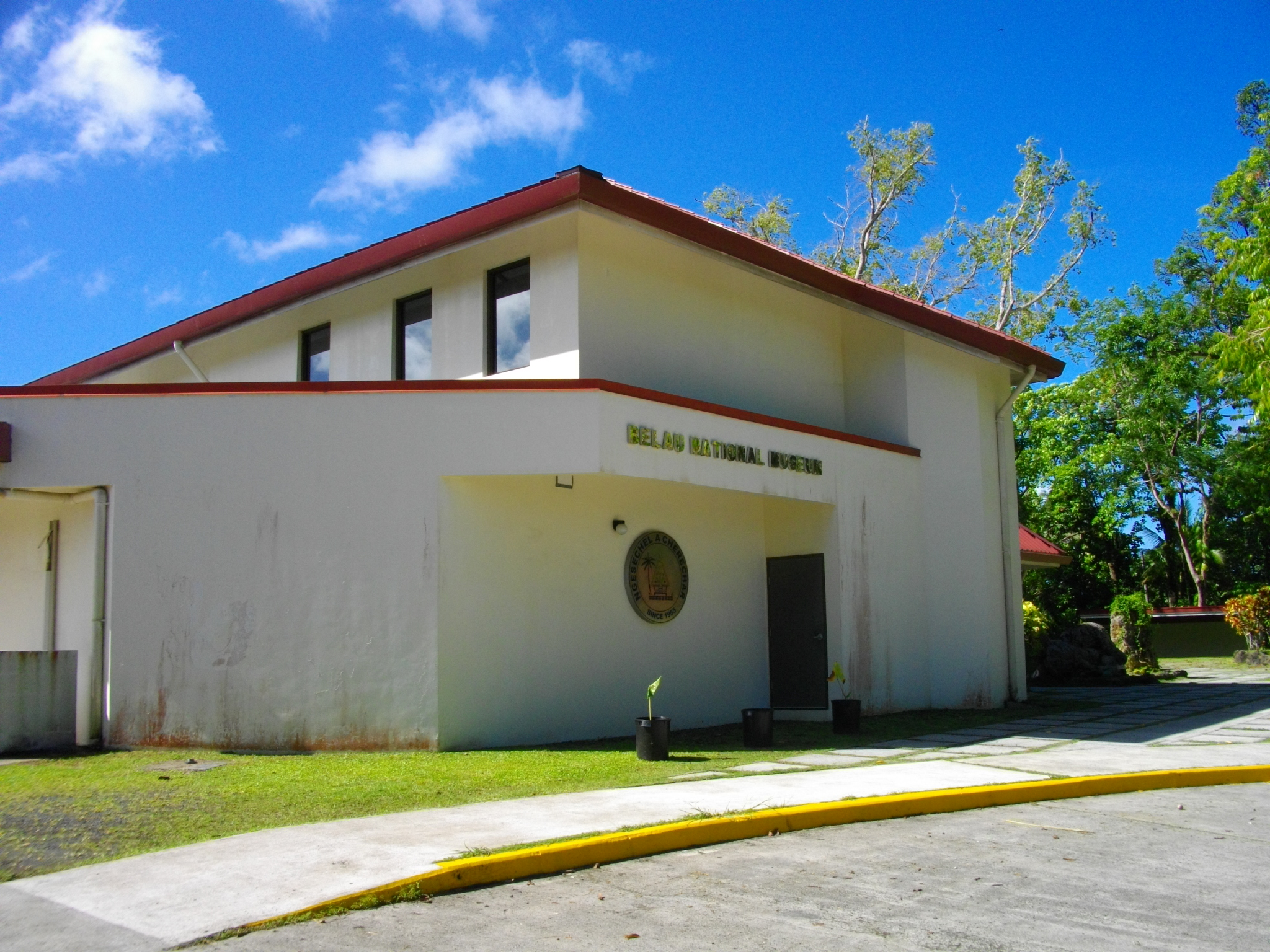
Musée national à Koror.

Le musée national des Palaos ou Belau National Museum est fondé en 1955, il est à ce jour le plus ancien musée de Micronésie. Il est situé à Koror, dans la république des Palaos. Le musée occupait les anciens locaux du Bureau météorologique de l'administration coloniale japonaise. Grâce à l'aide de la république de Taïwan, le musée a été relogé dans un bâtiment neuf.
Le jardin du musée contient un "bai", une maison des réunions, identique à celles d'autrefois. Un équivalent est exposé au musée ethnologique de Berlin. Ce type de maison avait ses façades peintes (scènes mythologiques, quotidiennes et même érotiques). Souvent à la façade était accrochée la figure d'une "dilukai", effigie protectrice et devant apporter la fertilité pour les occupants du "bai". À l'intérieur, les poutres étaient décorées d'un bestiaire marin, lui aussi gage des bonnes pêches à venir et moyen de repousser les tempêtes et autres calamités météorologiques. Un "bai" est similaire à la "latte" des îles Mariannes. Mais contrairement à cette dernière le "bai" n'a pas de pilotis, elle est seulement légèrement surélevée.
Faustina K. Rehuher-Marugg, future ministre, en est la directrice pendant trente ans, de 1979 à 2009.

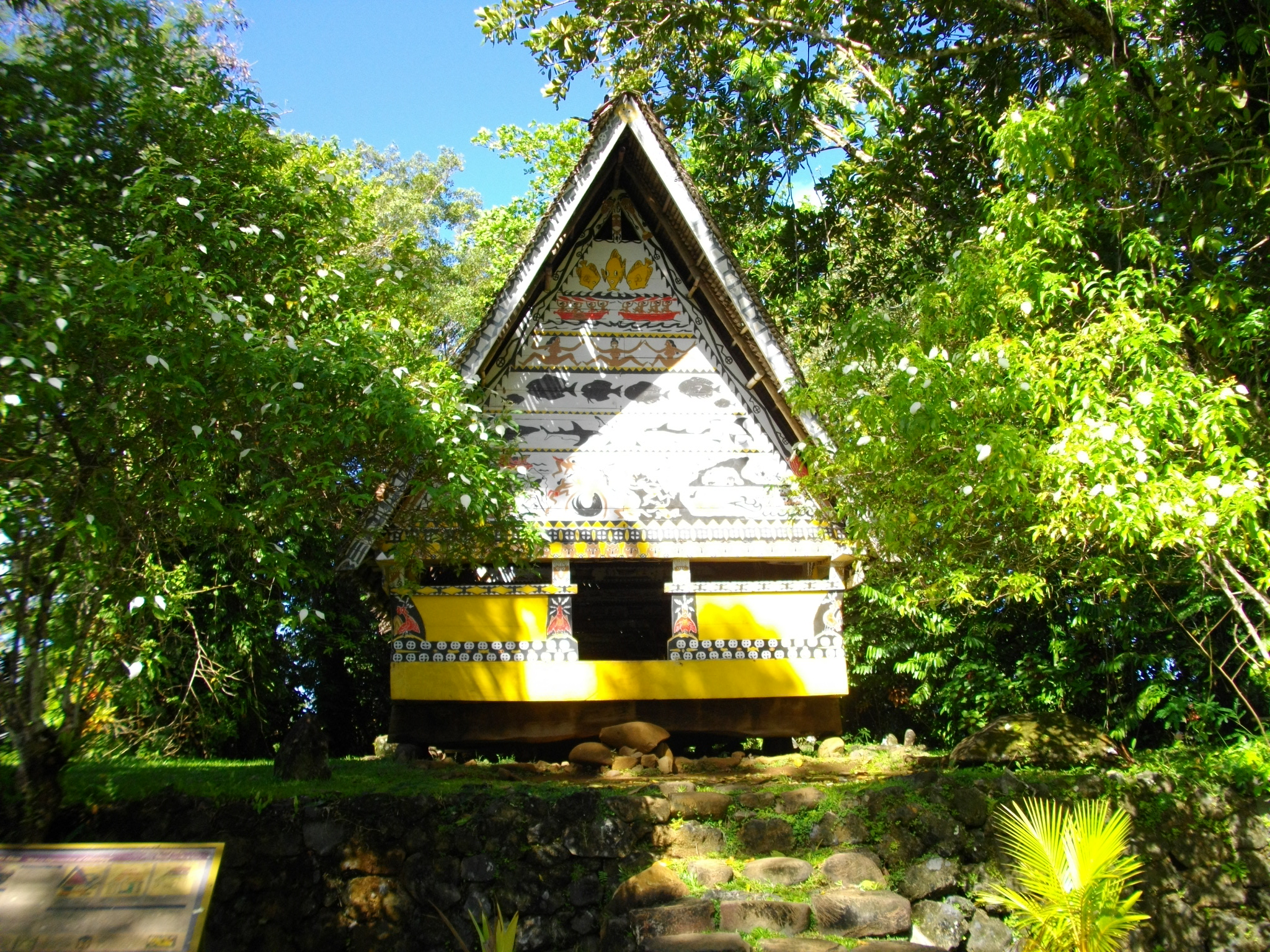
Façade du "bai"
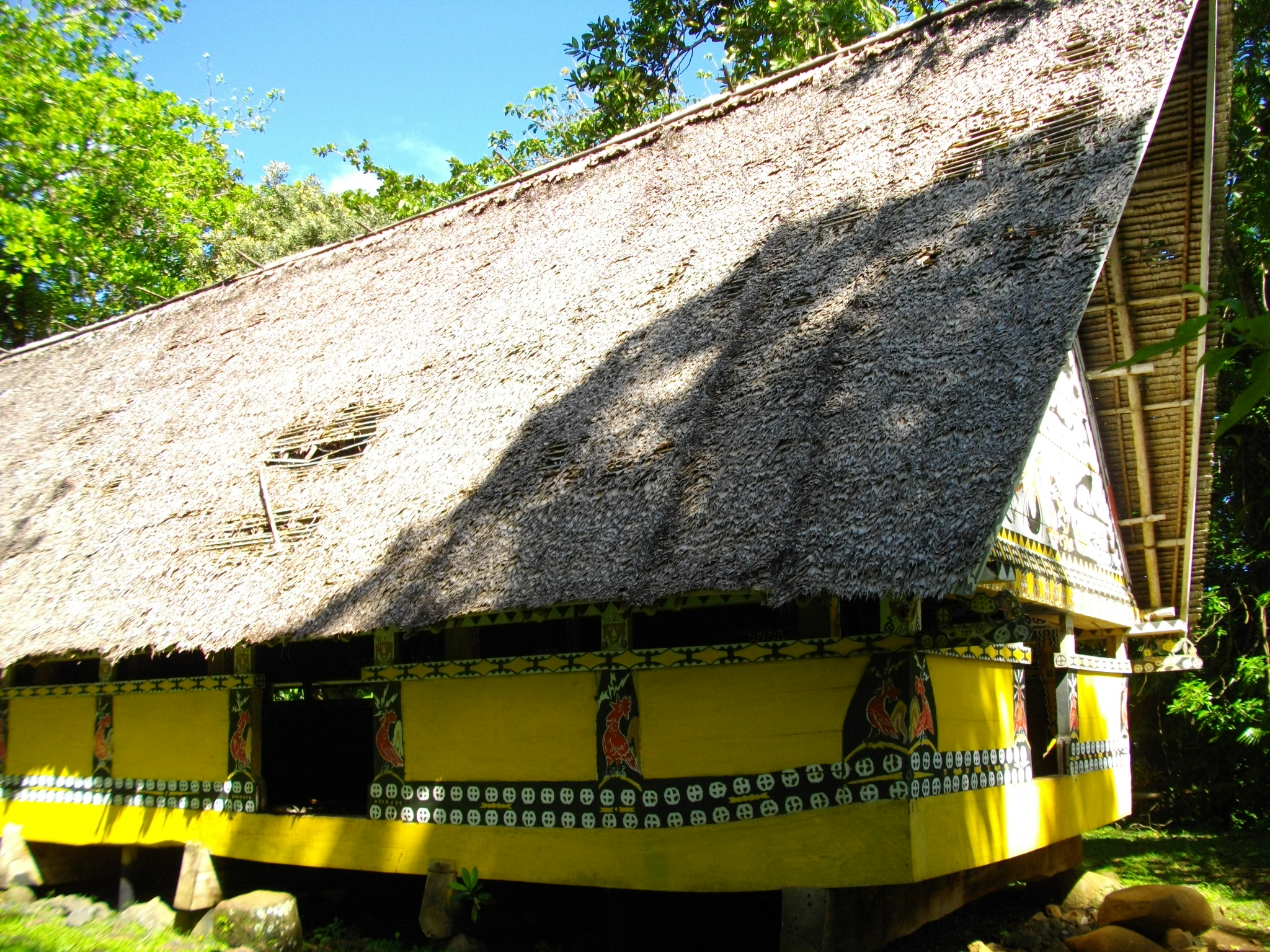
Façade latérale gauche
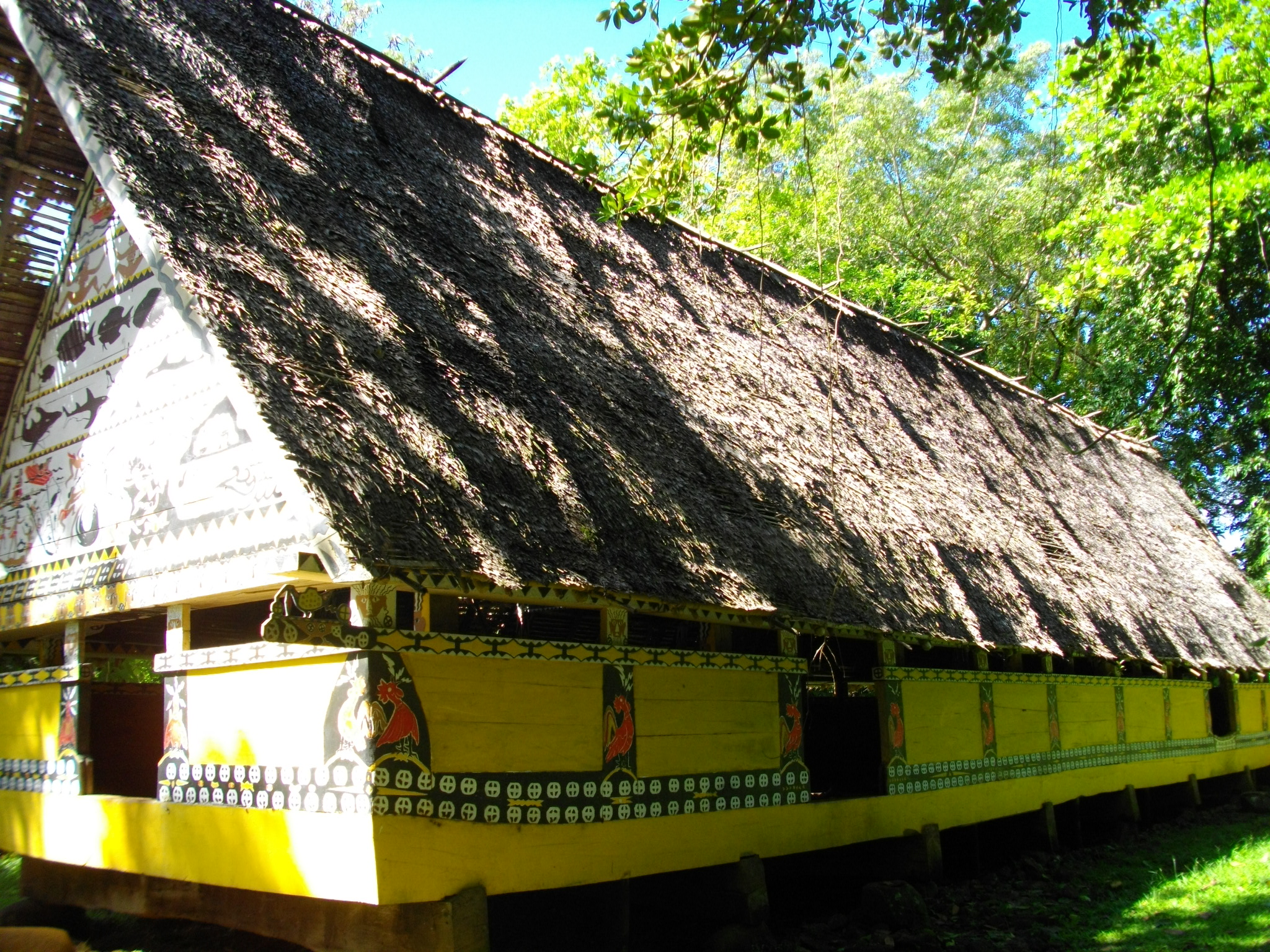
Façade latérale droite
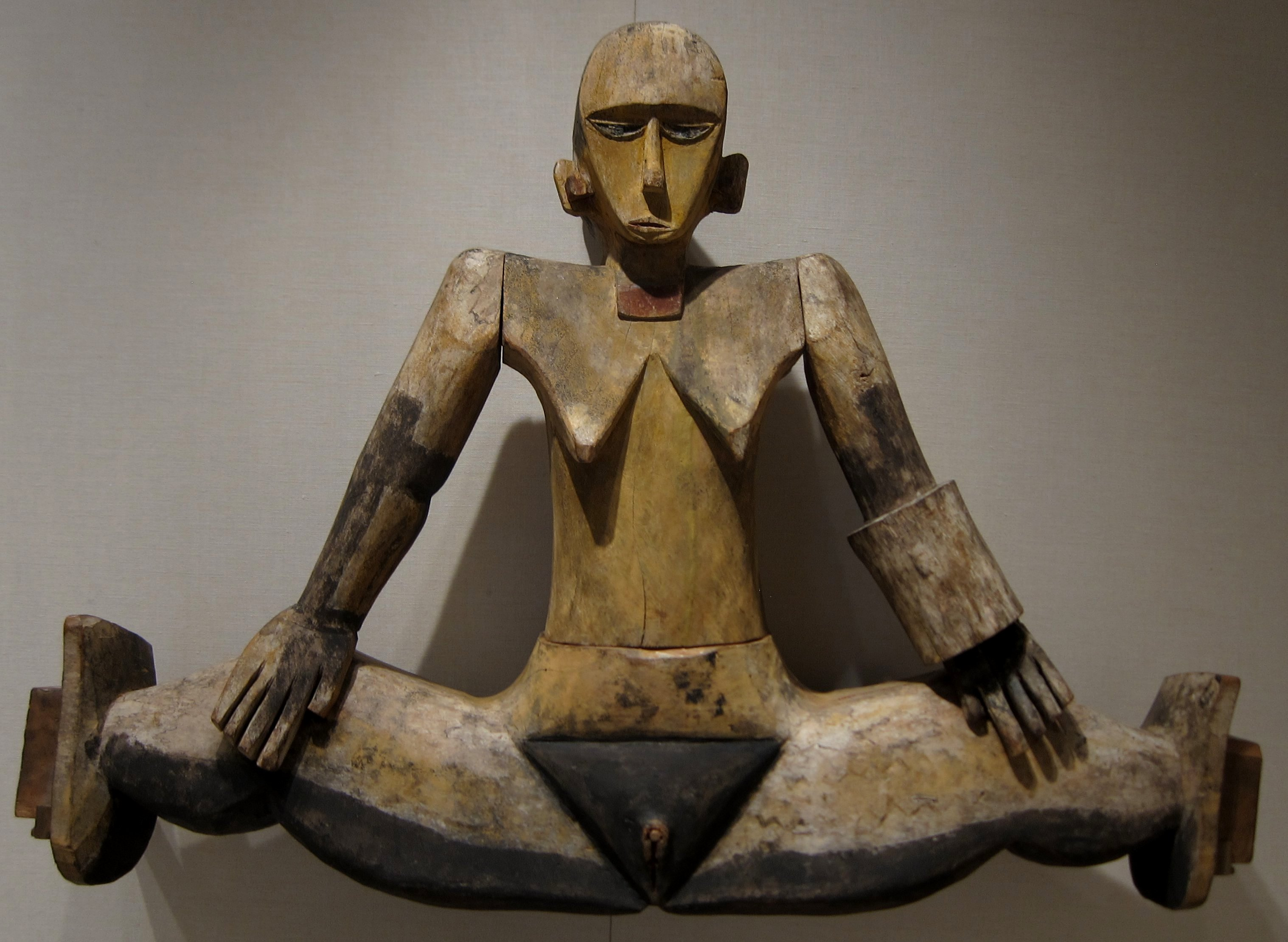
Figure protectrice "Dilukai" (Metropolitan Museum of Art de New York)
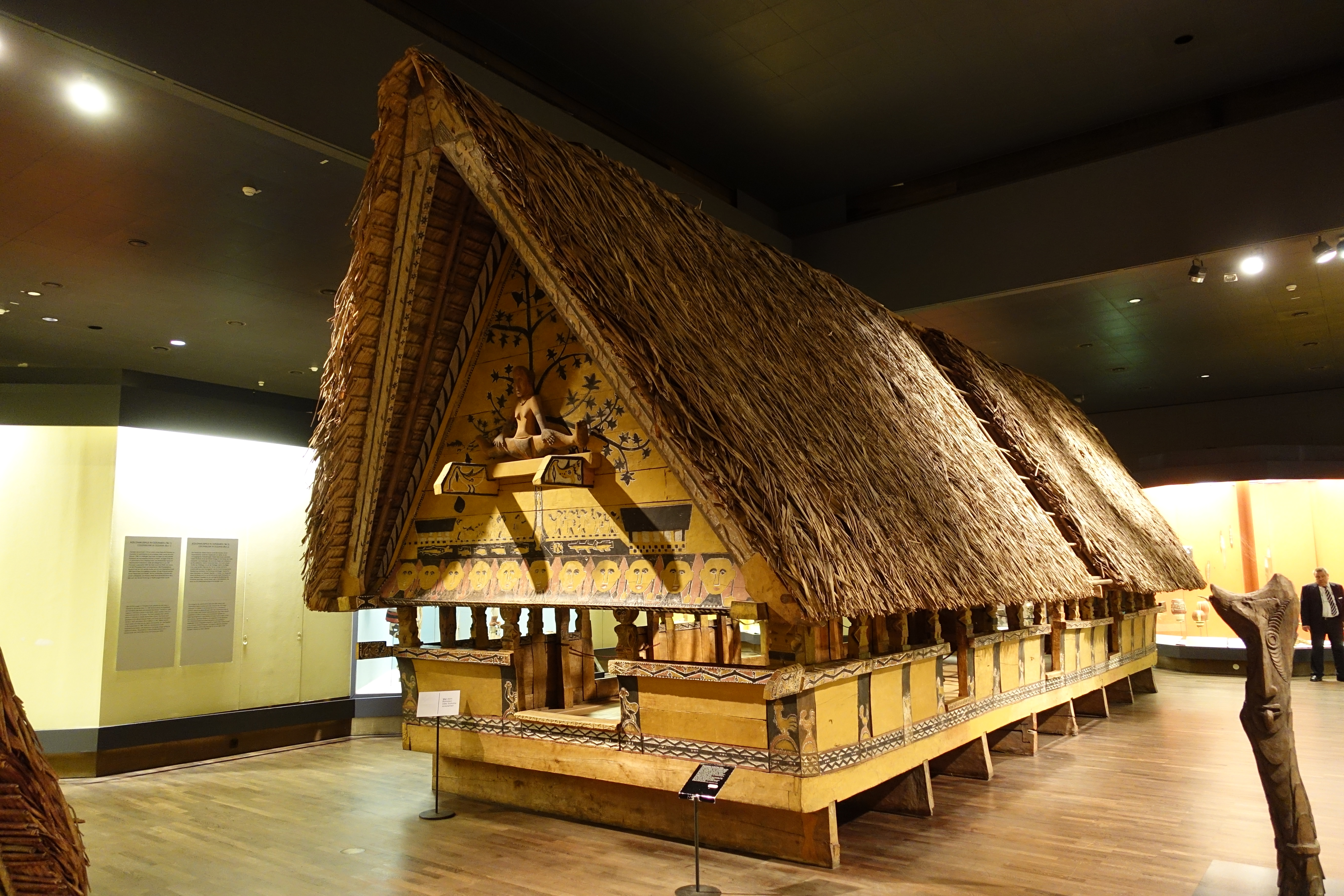
Bai du musée ethnologique de Berlin
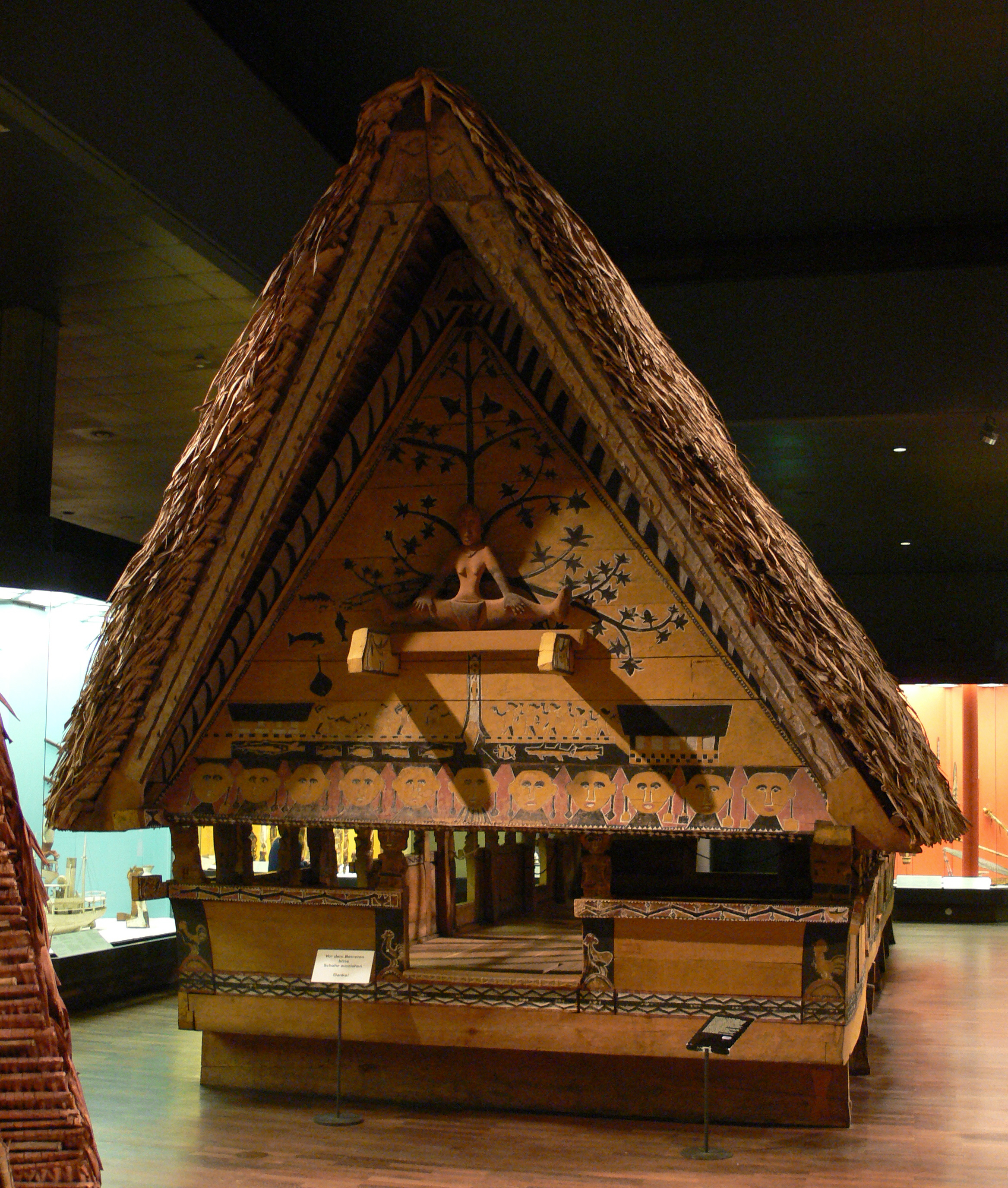
Bai du musée ethnologique de Berlin